# Melphidippa borealis
Melphidippa borealis är en kräftdjursart som beskrevs av Boeck 1871. Melphidippa borealis ingår i släktet Melphidippa och familjen Melphidippidae. Arten är reproducerande i Sverige. Inga underarter finns listade i Catalogue of Life.